# Star Wars: Clone Wars

Das Logo von Star-Wars

Star Wars: Clone Wars ist eine US-amerikanische Zeichentrickserie, die im fiktiven Star-Wars-Universum von George Lucas spielt. Dargestellt werden die Ereignisse zwischen Star Wars: Episode II – Angriff der Klonkrieger und Star Wars: Episode III – Die Rache der Sith. Es wurden drei Staffeln produziert, die sich in Anzahl und Dauer der Folgen unterscheiden. Die Serie gehört zur unkanonischen Legends-Timeline des Star-Wars-Universums.

## Handlung

### 1. Staffel
Überall in der Galaxis herrscht Krieg, die sogenannten Klonkriege zwischen einer separatistischen Bewegung und der Alten Republik. Die Republik ist die demokratische Staatsgewalt mehrerer Planetensysteme, angeführt vom obersten Kanzler Palpatine. Ihr Sitz ist auf dem Planeten Coruscant. Auch der Orden der Jedi hat auf diesem Planeten seinen Standort. Von dort aus bemühen sich die Jedi, stets die Gerechtigkeit und den Frieden in der Galaxis aufrechtzuerhalten.
Der oberste Kanzler Palpatine schickt die zwei Jedi Obi-Wan Kenobi und Anakin Skywalker nach Muunilinst, eine Festung der Separatisten. Von dort aus sollen sie einen Angriff auf diese Festung leiten. Während Obi-Wan Kenobi sich auf die bevorstehende Mission vorbereitet und eine Armee von Klonkriegern bereitstellt, verabschiedet sich Anakin von seiner heimlichen Liebe Padmé.
Die republikanische Flotte, angeführt von Anakin und Obi-Wan, stößt beim Eintritt in den Orbit des Planeten Muunilinst auf Gegenwehr. Nach einigen Turbulenzen schafft es die republikanische Truppe, doch noch sicher auf dem Planeten zu landen. Von dort aus müssen die Klontruppen einen Weg zum gegnerischen Kommandozentrum finden, da sie nicht wie geplant auf ihrer Landungszone landen konnten. Der Kommandant der Separatisten reagiert besorgt, als die Jedi mit ihren Klontruppen immer weiter vorstoßen. Doch Count Dooku, der Anführer der Separatisten, hat einen starken Verbündeten gefunden, der sich gegen die Jedi sehr gut behaupten kann. Es ist Durge, ein boshafter Kopfgeldjäger mit einer Armee von Söldnern. Der Bösewicht mit seinen Soldaten scheint gefährlicher zu sein als von der Republik zuerst angenommen.
Währenddessen führt der Jedimeister Kit Fisto auf dem Wasserplaneten Mon Calamari einen gefährlichen Angriff gegen die Separatisten an. Bei der Unterwasser-Offensive gelingt es Fisto, die bewaffnete Droidenarmee mithilfe amphibischer Klontruppen in die Flucht zu schlagen. Count Dooku ist nun auf der Suche nach einem neuen Verbündeten, der genug Ausdauer aufbringen kann, um die Jedi zu besiegen. Auf dem Planeten Rattatak entdeckt Dooku schließlich einen mächtigen Kämpfer. Die Kriegerin Asajj Ventress, ein Vertreter der Dunklen Macht, glaubt, die hartnäckigen Jedi besiegen zu können. Count Dooku zweifelt ihre Sith-Talente (Talente der Vertreter der Dunklen Macht) jedoch an und fordert sie zu einem Kampf heraus, bei dem Ventress wahre Stärken getestet werden sollen. Zwar scheitert sie gegen Dooku, jedoch ist dieser so beeindruckt, dass er Ventress den wichtigen Auftrag erteilt, Anakin zu töten.
Inzwischen stellen sich Obi-Wan und einige Klonkrieger auf Muunilinst einer großen Herausforderung. Durge und seine Söldner entpuppen sich nämlich als zähe Gegner. Durge ist sogar gegen Angriffe eines Lichtschwerts immun. Gleichzeitig stürmen auf einem anderen Teil des Planeten Klontruppen die gegnerische Kommandozentrale. Anakin Skywalker leitet inzwischen seine eigene Mission. In einer turbulenten Weltraumschlacht muss er sich gegen zahlreiche gegnerische Schiffe behaupten, als plötzlich ein ungewöhnlich flinkes Schiff auftaucht. Es ist Asajj Ventres. Entgegen den Befehlen von Obi-Wan verfolgt Anakin das mysteriöse Schiff auf einen fremden Planeten.

### 2. Staffel
Anakin ist auf der Verfolgung nach dem dunklen Jedi Asajj Ventress, die zusammen einige Male auf dem Schlachtfeld von Muunilinst kreisen. Anakin widersetzt sich dabei stur den Anweisungen seines Mentors Obi-Wan Kenobi, der eine Verfolgung untersagt. Ventress führt Anakin in einen heftigen Luftkampf, sie schalten auf Lichtgeschwindigkeit und nehmen Kurs auf den Planeten Yavin. Besorgt sendet Obi-Wan eine Streitmacht von Klontruppen zu Anakins Unterstützung nach. Auf einem anderen Schlachtfeld auf dem Steppenplaneten Dantooine  leitet der Jedi-Meister Mace Windu seine Streitmacht in den Kampf. Mithilfe eines riesigen Fahrzeugs, welches eine Art Riesen-Stempel in den Boden rammt und auf diese Weise große seismische Schockwellen auslöst, gelingt es den Separatisten, Windus gesamte Klonarmee zu vernichten. Ohne Lichtschwert muss sich Mace nun alleine gegen eine große Droidenarmee behaupten. Dabei muss er sich vollkommen auf die Macht konzentrieren, die nun sein Handeln vorgibt.
Währenddessen versuchen chamäleonartige Droiden auf der Eiswelt Ilum mit einer Ladung Sprengstoff, eine heilige Eisgrotte in die Luft zu jagen. In dieser Grotte werden die heiligen Kristalle abgebaut, die für ein Jedi-Lichtschwert notwendig sind. Die Jedi Luminara Unduli und Barriss Offee versuchen, die Droiden aufzuhalten, scheitern jedoch und werden bei einer Explosion verschüttet. Yoda, der ganz in der Nähe an Bord von Padmés Schiff ist, kann die Schwierigkeiten der beiden Jedi spüren und beschließt ihnen zu helfen. Padmés Sicherheitsbeauftragter Hauptmann Typho glaubt jedoch, dass es zu gefährlich sei nach Ilum zu reisen. Doch Padmé ist selbst um das Leben der beiden verschütteten Jedi besorgt und gemeinsam reisen sie nach Ilum, um Luminara Unduli und Barriss Offee zu retten. Auf Ilum muss Yoda zuerst noch eine Einheit von Droiden vernichten, bevor er die heilige Grotte betreten kann.
Padmé macht sich Sorgen um Yoda, der ganz alleine zur Eisgrotte aufgebrochen ist. Zusammen mit den Droiden R2-D2 und C-3PO entschließt sie sich, das Schiff zu verlassen und Yoda zu finden. Während sie sich der Grotte nähern, kommt ihnen eine Gruppe Droidensoldaten entgegen. Mittlerweile ist Yoda in die Grotte eingedrungen und befreit die eingeschlossenen Jedi.
Hinterhältig hat Asajj Ventress Anakins Schiff und seine Kloneinheit vernichtet. Schließlich findet Anakin seine Attentäterin und es beginnt ein turbulentes Lichtschwertduell. Dabei erweist sich Ventress als würdiger Gegner Anakins. Seine Nerven beginnen zu rotieren. Wutentbrannt greift Anakin seinen Gegner an. Auf dem Massassi-Tempel findet der Kampf sein Ende, als Anakin Ventress die Klippe hinabstürzen lässt. Auf Muunilinst feiern Obi-Wan und seine Truppe den erfolgreichen Feldmarsch gegen die Separatisten. Als Anakin zurückkehrt, wird er von Obi-Wan aufgrund der Missachtung seiner Anweisung getadelt. Dennoch ist er beeindruckt von Anakins Mut und Stärke. Auf Hypori wird derweil eine Gruppe von Jedi von einem mächtigen Feind angegriffen. Der General der Separatisten, ein geheimnisvoller Cyborg namens General Grievous, nimmt sich die Jedi persönlich vor.

### 3. Staffel
Die Welt des Planeten Hypori ist durch andauernde Kriegsschlachten schwer beschädigt worden. In einem Wrack eines republikanischen Raumschiffes kämpft General Grievous gegen einige Jedi. Ein schwer bewaffneter Trupp von Klonkriegern „Die Arc Trooper“, sollen ihnen zu Hilfe eilen. Anakin Skywalker, der nun zum Rang eines Jedi-Ritters aufgestiegen ist, und Obi-Wan Kenobi haben sich dank zahlreicher Heldentaten einen ehrenvollen Namen gemacht. Jedoch breiten sich die Separatisten immer weiter aus, sodass die Jagd auf General Grievous zur obersten Priorität wird. Skywalker und Kenobi begeben sich auf den Planeten Nelvaan, wo Grievous zuletzt vermutet wurde und Anakin seine Ausbildung zum Jedi vollenden wird.
Eine riesige Flotte von Separatistenschiffen startet eine Invasion des Planeten Coruscants, dem zentralen Sitz der Republik. Der gesamte Planet wird von separatistischen Streitkräften belagert, während die Jedi-Meister Mace Windu, Yoda und Saesee Tiin die Verteidigung des Stadtplaneten anführen. In der Zwischenzeit absolviert Anakin Skywalker auf Nelvaan seine Prüfung zum Jedi. General Grievous und seine Leibwächter sind bis in das Zentrum der Republik vorgedrungen, um den obersten Kanzler Palpatine zu entführen. Die Jedi-Meisterin Shaak Ti führt die restlichen Jedi zur Verteidigung des Kanzlers an. Währenddessen wird Anakin auf Nelvaan ein kurzer Blick in dessen Zukunft gewährt. Er sieht eine Verschwörung der Separatisten vorher.
Tief im Inneren des Planeten Nelvaan entdeckt Anakin ein Labor, mit welchem die nelvaanischen Krieger in abscheuliche Monster verwandelt werden. Auf Coruscant entbrennt ein Kampf um den Kanzler Palpatine. Die Jedi versuchen, den Kanzler in einem Bunker in Sicherheit zu bringen. Jedoch gelingt es Grievous in einem schnellen Manöver, Palpatine aus dem Bunker zu zerren. Im Getümmel der andauernden Weltraumschlacht über Coruscant versucht General Grievous mit seiner Geisel zu flüchten. Die Jedi Obi-Wan Kenobi und Anakin Skywalker sollen Palpatine retten und sicher nach Coruscant zurückbringen.

## Episodenliste
| Nummer (gesamt) | Nummer (Staffel) | Originaltitel | Erstausstrahlung USA | Deutschsprachige Erstausstrahlung (D) | Regie              | Drehbuch     |
| --------------- | ---------------- | ------------- | -------------------- | ------------------------------------- | ------------------ | ------------ |
| 01              | 01               | Chapter 1     | 7. Nov. 2003         | 24. Apr. 2005                         | Genndy Tartakovsky | George Lucas |
| 02              | 02               | Chapter 2     | 10. Nov. 2003        | 24. Apr. 2005                         | Genndy Tartakovsky | George Lucas |
| 03              | 03               | Chapter 3     | 11. Nov. 2003        | 24. Apr. 2005                         | Genndy Tartakovsky | George Lucas |
| 04              | 04               | Chapter 4     | 12. Nov. 2003        | 24. Apr. 2005                         | Genndy Tartakovsky | George Lucas |
| 05              | 05               | Chapter 5     | 13. Nov. 2003        | 24. Apr. 2005                         | Genndy Tartakovsky | George Lucas |
| 06              | 06               | Chapter 6     | 14. Nov. 2003        | 24. Apr. 2005                         | Genndy Tartakovsky | George Lucas |
| 07              | 07               | Chapter 7     | 17. Nov. 2003        | 24. Apr. 2005                         | Genndy Tartakovsky | George Lucas |
| 08              | 08               | Chapter 8     | 18. Nov. 2003        | 24. Apr. 2005                         | Genndy Tartakovsky | George Lucas |
| 09              | 09               | Chapter 9     | 19. Nov. 2003        | 24. Apr. 2005                         | Genndy Tartakovsky | George Lucas |
| 10              | 10               | Chapter 10    | 20. Nov. 2003        | 24. Apr. 2005                         | Genndy Tartakovsky | George Lucas |

| Nummer (gesamt) | Nummer (Staffel) | Originaltitel | Erstausstrahlung USA | Deutschsprachige Erstausstrahlung (D) | Regie              | Drehbuch     |
| --------------- | ---------------- | ------------- | -------------------- | ------------------------------------- | ------------------ | ------------ |
| 11              | 01               | Chapter 11    | 26. Mär. 2004        | 24. Apr. 2005                         | Genndy Tartakovsky | George Lucas |
| 12              | 02               | Chapter 12    | 29. Mär. 2004        | 24. Apr. 2005                         | Genndy Tartakovsky | George Lucas |
| 13              | 03               | Chapter 13    | 30. Mär. 2004        | 24. Apr. 2005                         | Genndy Tartakovsky | George Lucas |
| 14              | 04               | Chapter 14    | 31. Mär. 2004        | 24. Apr. 2005                         | Genndy Tartakovsky | George Lucas |
| 15              | 05               | Chapter 15    | 1. Apr. 2004         | 24. Apr. 2005                         | Genndy Tartakovsky | George Lucas |
| 16              | 06               | Chapter 16    | 2. Apr. 2004         | 24. Apr. 2005                         | Genndy Tartakovsky | George Lucas |
| 17              | 07               | Chapter 17    | 5. Apr. 2004         | 24. Apr. 2005                         | Genndy Tartakovsky | George Lucas |
| 18              | 08               | Chapter 18    | 6. Apr. 2004         | 24. Apr. 2005                         | Genndy Tartakovsky | George Lucas |
| 19              | 09               | Chapter 19    | 7. Apr. 2004         | 24. Apr. 2005                         | Genndy Tartakovsky | George Lucas |
| 20              | 10               | Chapter 20    | 8. Apr. 2004         | 24. Apr. 2005                         | Genndy Tartakovsky | George Lucas |

| Nummer (gesamt) | Nummer (Staffel) | Originaltitel | Erstausstrahlung USA | Deutschsprachige Erstausstrahlung (D) | Regie              | Drehbuch     |
| --------------- | ---------------- | ------------- | -------------------- | ------------------------------------- | ------------------ | ------------ |
| 21              | 01               | Chapter 21    | 21. Mär. 2005        | 26. Mai 2005                          | Genndy Tartakovsky | George Lucas |
| 22              | 02               | Chapter 22    | 22. Mär. 2005        | 26. Mai 2005                          | Genndy Tartakovsky | George Lucas |
| 23              | 03               | Chapter 23    | 23. Mär. 2005        | 26. Mai 2005                          | Genndy Tartakovsky | George Lucas |
| 24              | 04               | Chapter 24    | 24. Mär. 2005        | 26. Mai 2005                          | Genndy Tartakovsky | George Lucas |
| 25              | 05               | Chapter 25    | 25. Mär. 2005        | 26. Mai 2005                          | Genndy Tartakovsky | George Lucas |

## Auszeichnungen
Emmys
- 2004: Outstanding Animated Program (For Programming One Hour or More)
- 2005: Outstanding Animated Program (For Programming One Hour or More)
- 2005: Outstanding Individual Achievement in Animation für Justin K. Thompson

Annie Awards
- 2006: Best Animated Television Production

## Ausstrahlung und Veröffentlichung
Die Serie wurde in Form von zwei zusammenhängenden Filmen auf DVD veröffentlicht. Im ersten Film wurden dabei die Folgen der ersten beiden Staffeln zusammengeschnitten, im zweiten die Folgen der dritten Staffel. In Deutschland wurde die Serie zudem auf ProSieben, ebenfalls zusammenhängend, ausgestrahlt. Seit dem 2. April 2021 ist sie im englischsprachigen Raum auf Disney+ verfügbar, im deutschsprachigen Raum seit dem 18. Juni 2021.

## Synchronisation
Die Synchronisation wurde bei der Interopa Film GmbH in Berlin unter der Dialogregie von Tobias Meister vertont. Die Dialogbücher verfasste Marius Clarén. Für die deutsche Fassung wurden die Synchronsprecher der Filme dazu verpflichtet, ihre Figuren auch in der Serie zu sprechen.
| Rollenname                        | Originalsprecher                                  | Deutscher Sprecher                               |
| --------------------------------- | ------------------------------------------------- | ------------------------------------------------ |
| Anakin Skywalker                  | Mat Lucas Frankie Manriquez (Anakin als Kind)     | Wanja Gerick Sebastian Fitzner (Anakin als Kind) |
| Obi-Wan Kenobi                    | James Arnold Taylor                               | Philipp Moog                                     |
| Jedi-Orden                        |                                                   |                                                  |
| Yoda                              | Tom Kane                                          | Tobias Meister                                   |
| Mace Windu                        | Terrence Carson                                   | Helmut Gauß                                      |
| Luminara Unduli                   | Cree Summer                                       | Regine Albrecht                                  |
| Ki-Adi-Mundi                      | Daran Norris                                      | Norbert Gescher                                  |
| Barriss Offee                     | Meredith Salenger                                 | Kaya Marie Möller                                |
| Shaak Ti                          | Grey DeLisle                                      | Silvia Mißbach                                   |
| Qui-Gon Jinn                      | Fred Tatasciore                                   | Bernd Rumpf                                      |
| Daakman Barrek                    | Daran Norris                                      | Karl Schulz                                      |
| Galaktischer Senat und Mitglieder |                                                   |                                                  |
| Sheev Palpatine/Darth Sidious     | Nick Jameson                                      | Friedhelm Ptok                                   |
| Padmé Amidala                     | Grey DeLisle                                      | Manja Doering                                    |
| Gregar Typho                      | André Sogliuzzo                                   | Oliver Mink                                      |
| C-3PO                             | Anthony Daniels                                   | Wolfgang Ziffer                                  |
| Sith und Separatisten             |                                                   |                                                  |
| Count Dooku/Darth Tyranus         | Corey Burton                                      | Klaus Sonnenschein                               |
| Asajj Ventress                    | Grey DeLisle                                      | Christin Marquitan                               |
| General Grievous                  | John DiMaggio (Teil 1) Richard McGonagle (Teil 2) | Helmut Krauss (Teil 1) Rainer Doering (Teil 2)   |
| San Hill                          | Corey Burton                                      | Eberhard Prüter                                  |
| Militär                           |                                                   |                                                  |
| Commander Cody                    | André Sogliuzzo                                   | Martin Keßler                                    |
| Klonkrieger                       | André Sogliuzzo                                   | Tim Moeseritz (Teil 1) Martin Keßler (Teil 2)    |
| Droiden                           | Matthew Wood                                      | Viktor Neumann                                   |

Anmerkungen
Teil 1 (Volume 1) = Staffel 1 & 2 (Folgen 1–20) 

Teil 2 (Volume 2) = Staffel 3 (Folgen 21–25)